# Богоров, Вениамин Григорьевич

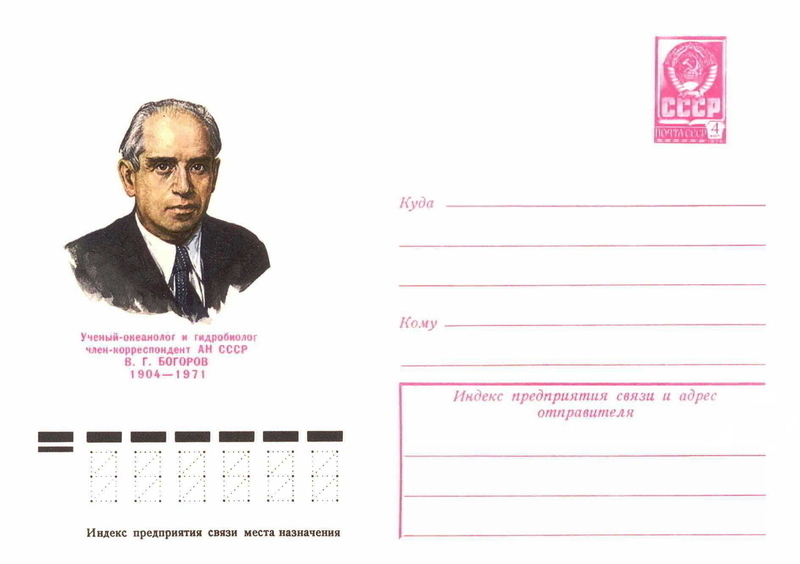
Почтовый конверт СССР, посвящённый 75-летию со дня рождения В. Г. Богорова.

Вениами́н Григо́рьевич Бо́горов (11 (24) декабря 1904, Москва — 15 апреля 1971, Кишинёв) — советский океанолог и гидробиолог, член-корреспондент Академии наук СССР (1958).

## Биография
Родился в семье купца первой гильдии (с 1908 года), председателя «Лесопромышленного товарищества Г. В. Богоров и Ко» Григория Вениаминовича (Евзеля-Гирша Бениаминовича) Богорова (1875—1923) и Фани Львовны (Фейги Лейбовны) Богоровой (1878—1953). У него были сёстры Сара (Александра, 1903—1988) и Эсфирь (1907—1996). Высшее образование получил на биологическом отделении физико-математического факультета МГУ, окончил учёбу в 1926 году. Ещё до завершения обучения осуществлял научную работу на экспедиционном судне Персей Московского научного института (1924).
С 1930 года работал во Всесоюзном институте рыбного хозяйства и океанографии. В 1940 году защитил докторскую диссертацию на тему «Биологические сезоны в планктоне полярных морей». В 1941 году занимает должность заместителя директора по науке Института океанологии Академии наук СССР. Также с 1946 года он работал профессором географического факультета МГУ.
В 1961 году в Институте океанологии он переходит на должность заведующего лабораторией планктона. С 1964 года заведует кафедрой гидробиологии МГУ.

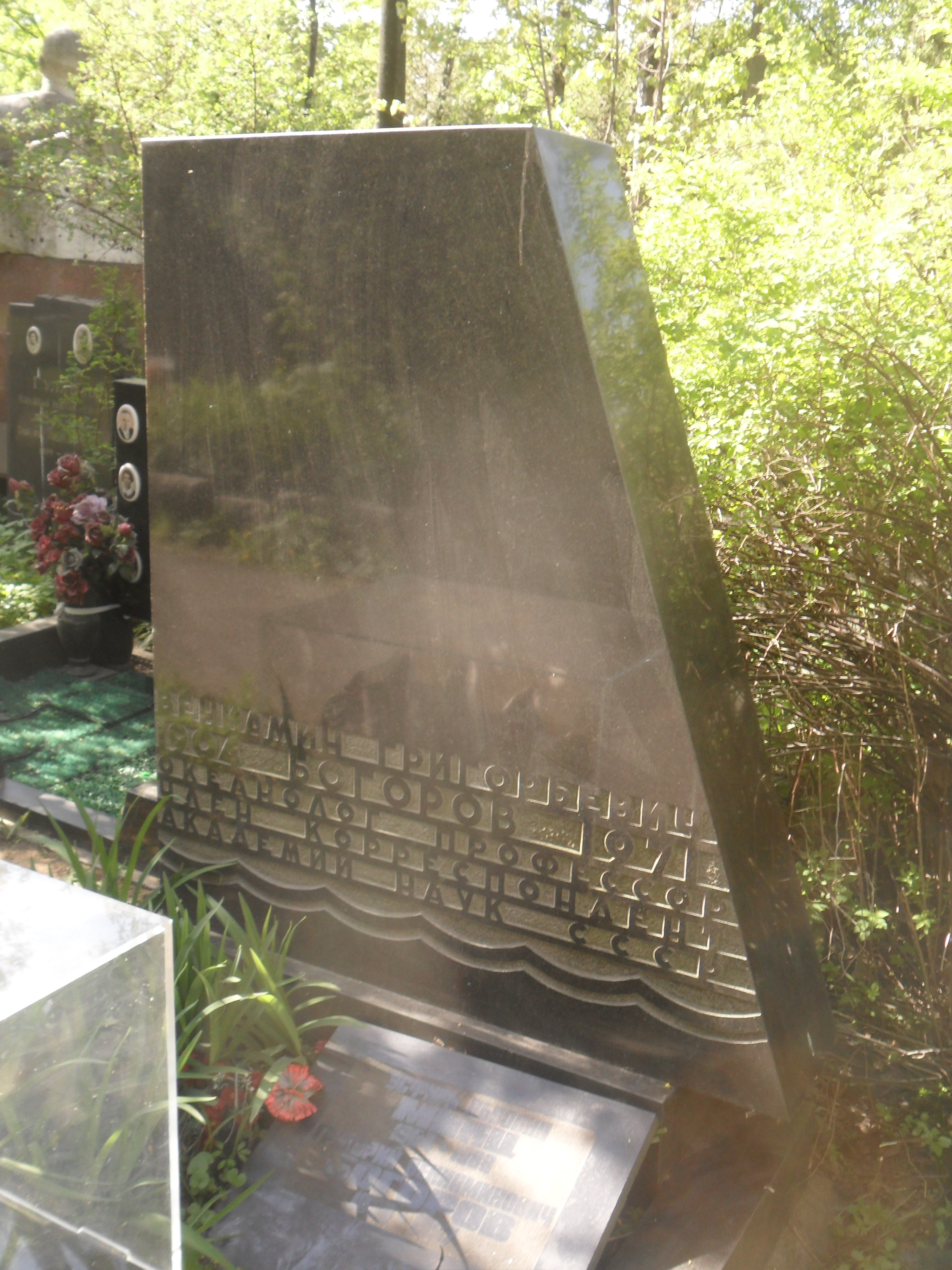
Могила Богорова на Новодевичьем кладбище Москвы.

Похоронен на Новодевичьем кладбище в Москве.

## Семья
- Жена — Эсфирь Львовна Минц (1904—1988), юрист, сотрудник «Экспортхлеба».
  - Сын — Григорий Вениаминович Богоров (1938—1997), океанолог, геоморфолог, научный сотрудник Акустического института имени А. Н. Андреева АН СССР; зять химика В. А. Каргина.
- Сын — Лев Вениаминович Богоров (род. 1944), микробиолог, художник (с 1994 года — в США)[3].

## Награды и премии
- орден Ленина
- два ордена Трудового Красного Знамени (в т.ч. 10.06.1945)
- орден Красной Звезды
- медали
- Сталинская премия второй степени (1951) — за работы в области океанологии

## Память

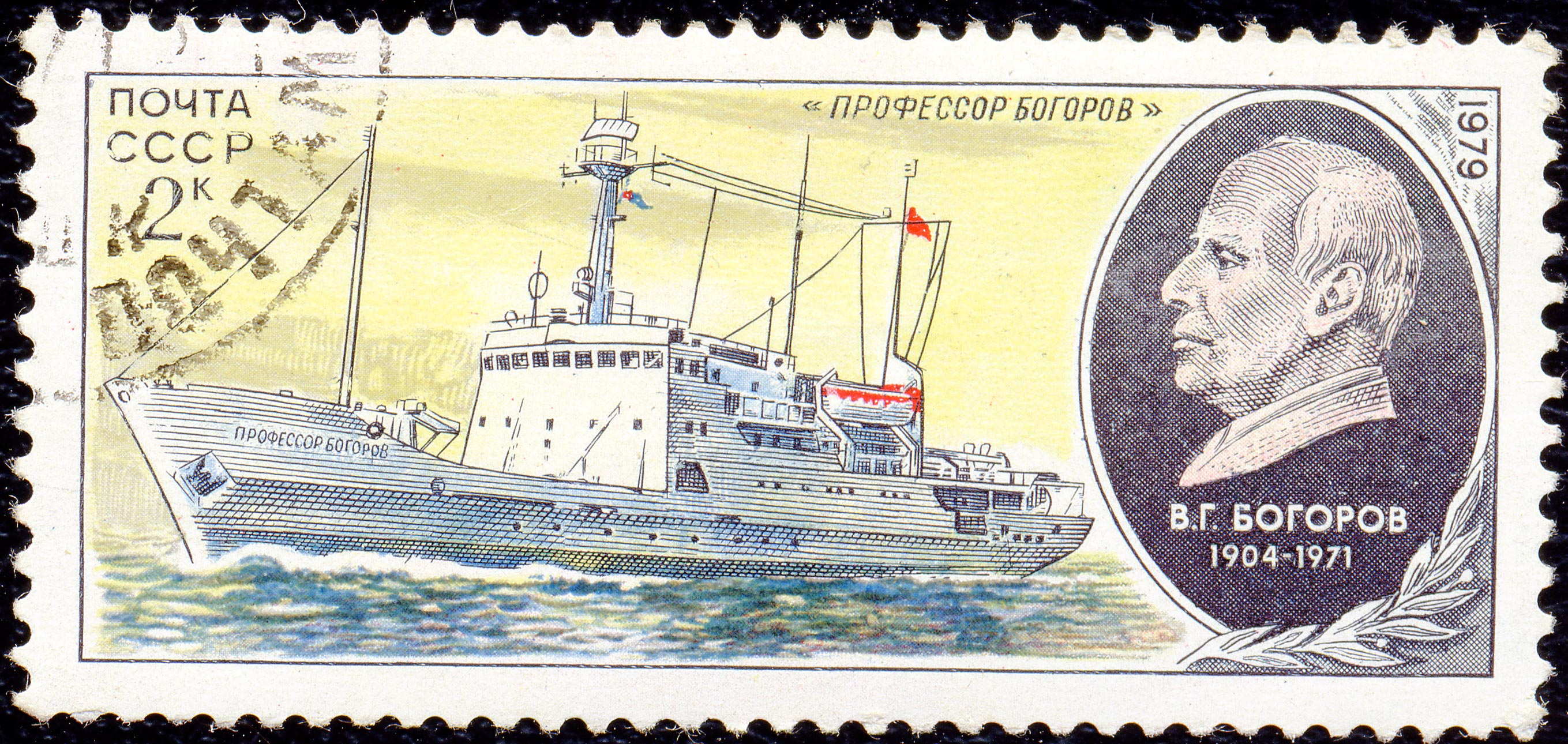
Почтовая марка СССР с изображением научно-исследовательского судна «Профессор Богоров» и портрета В. Г. Богорова

- В честь В. Г. Богорова назван подводный хребет на дне Японского моря (хребет Богорова, координаты: 42°40′ с. ш. 136°20′ в. д.HGЯO), обнаруженный в 6-м рейсе НИС «Витязь» (1951 г.)[4], и научно-исследовательское судно Академии наук СССР («Профессор Богоров»).
- В 1979 году Почта СССР выпустила почтовый конверт, посвящённый 75-летию со дня его рождения.

## Научные достижения
Занимался изучением планктона морей и океанов, проблемами биологической продуктивности океана, выделения в нём географических зон. Совместно с Л. А. Зенкевичем работал над изучением биологической структуры океана.
Был начальником экспедиций на судне «Витязь».

## Список произведений
- Вертикальное распределение зоопланктона и вертикальное расчленение вод океана // Труды института океанологии АН СССР. 1948. Т. 2.
- Жизнь моря. М., 1954.
- Продукция планктона и характеристика биогеографических областей океана // Доклады АН СССР. 1958. Т. 118. № 5.